# Тепшенари (Валча)
Тепшенари (рум. Tepșenari) насеље је у Румунији у округу Валча у општини Милкоју. Oпштина се налази на надморској висини од 306 m.

## Становништво
Према подацима из 2002. године у насељу је живело 382 становника, од којих су сви румунске националности.